# 조명하 (드라마)
《조명하》는 한국방송공사 1TV 특집드라마이다.

## 제작진
- 극본 : 이상현
- 연출 : 최상현

## 출연진
- 곽경환
- 권오현
- 김영철
- 김창봉
- 김하림
- 남윤정
- 박원숙
- 백찬기
- 서영진
- 신구
- 연규진
- 오영수
- 유순철
- 이경진
- 이낙훈
- 장항선
- 장희수
- 전국환
- 최수종
- 최석구